# HP 9000

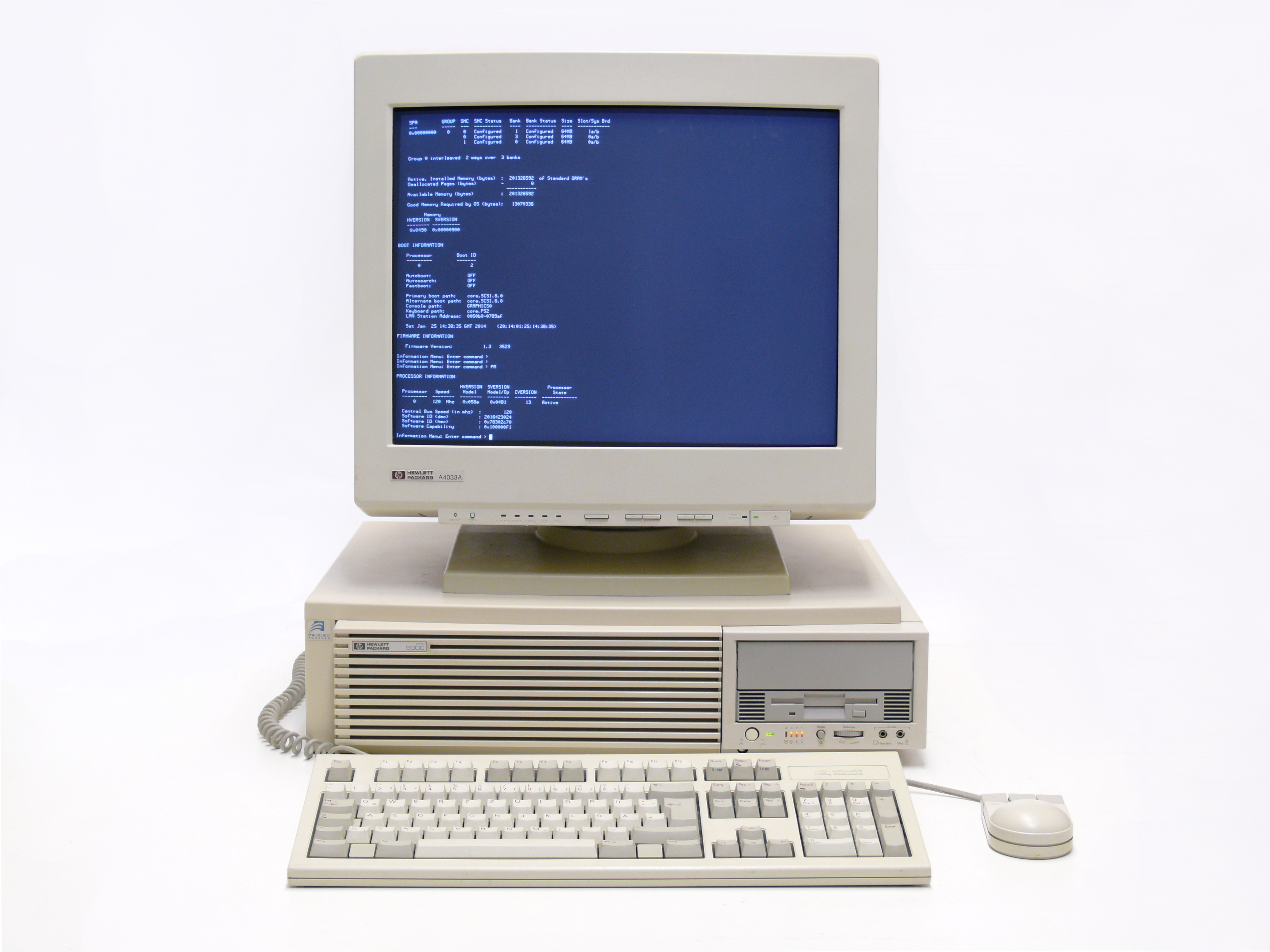
Экран загрузки в режиме обслуживания рабочей станции HP 9000 C110.

HP 9000 — линейка моделей рабочих станций и серверов, производившаяся компанией Hewlett-Packard.
Торговая марка создана в 1984 году для объединения под ней нескольких существующих технических моделей рабочих станций, выпущенных в начале 1980-х годов. Большинство из них были основаны на процессорах Motorola 68000, но были также экземпляры на базе собственного процессора HP FOCUS. С середины 1980-х годов линейка была переведена на новую архитектуру HP PA-RISC; в 2000-х годах были добавлены системы на процессорах архитектуры IA-64. Родной операционной системой почти для всех систем HP 9000 являлась HP-UX, основанная на UNIX System V.
В 2008 году выпуск машин линейки 9000 был прекращён, взамен серверной её части компания начала производить серверы Integrity на базе процессоров Itanium, также работающие под управлением операционной системой HP-UX.